# Colias aias
Colias aias is een vlindersoort uit de familie van de Pieridae (witjes), onderfamilie Coliadinae.
Colias aias werd in 1903 beschreven door Fruhstorfer.